# K.u.k. Militärgeographisches Institut

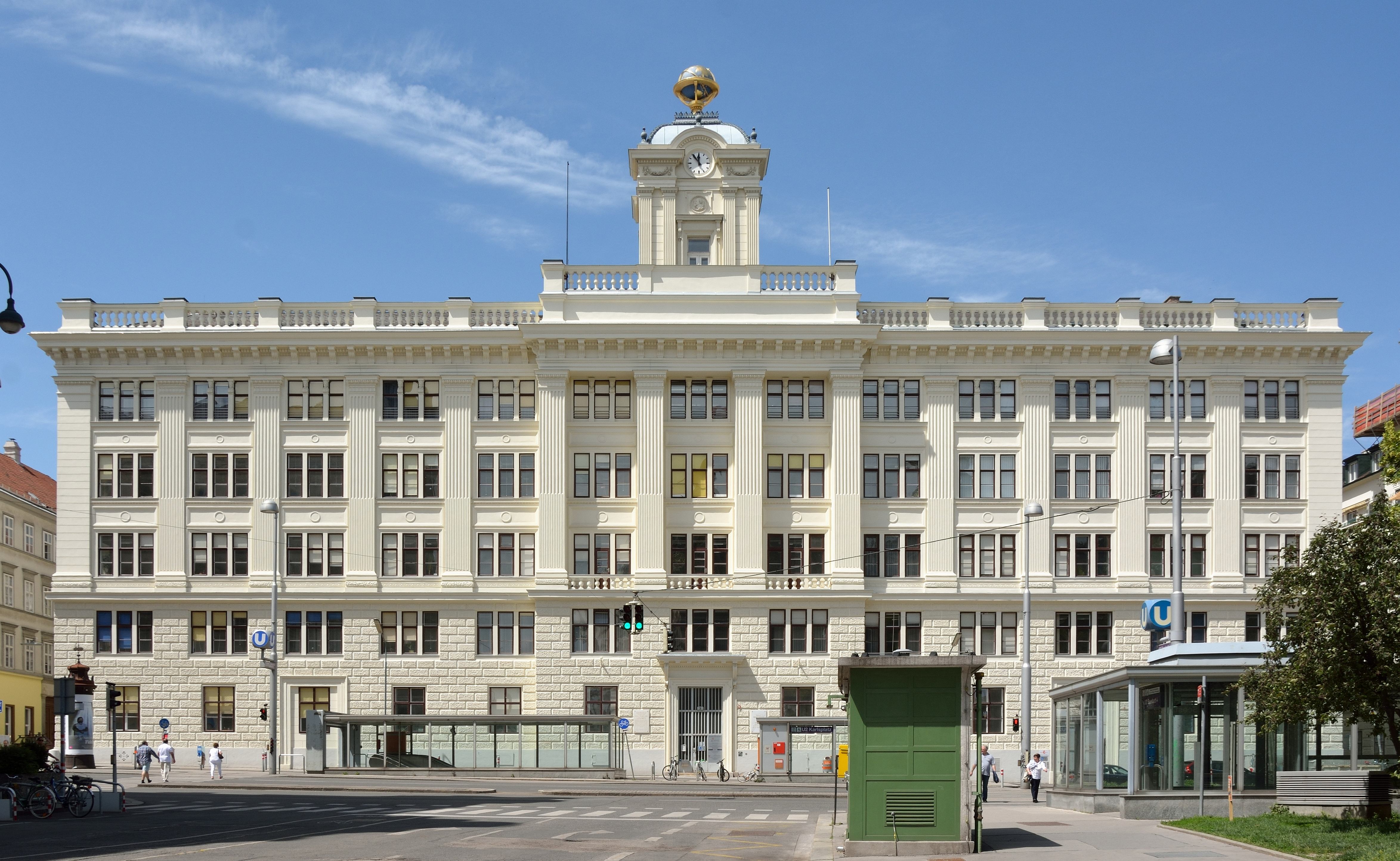
Ehemaliges Militärgeographisches Institut in Wien

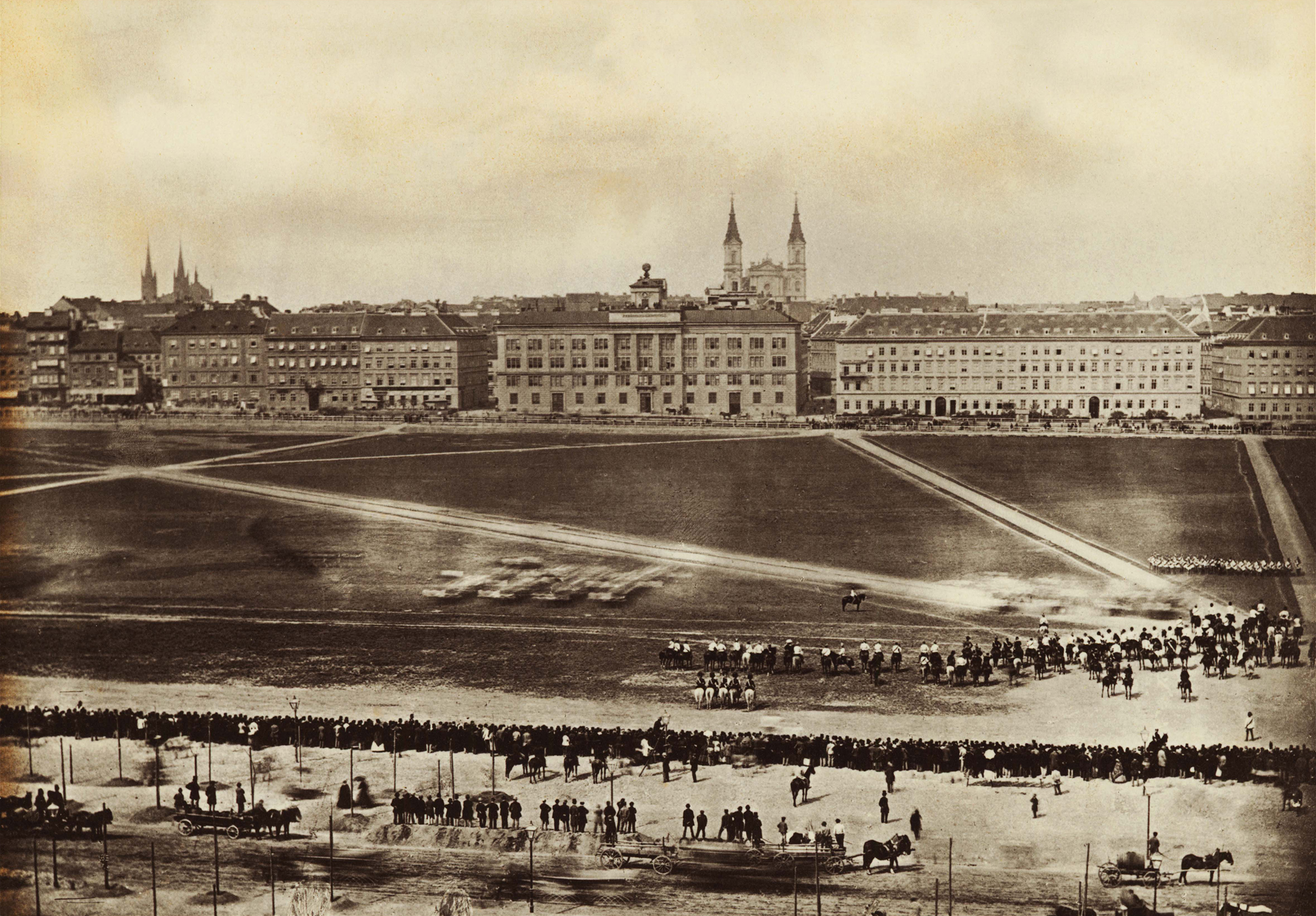
Das Gebäude des Militärgeographischen Instituts im Jahr 1860 (Bildmitte)

Das k.u.k. (bis 1889: k.k.) Militärgeographische Institut war eine Einrichtung des Kaisertums Österreich, nach 1867 des gemeinsamen Heeres Österreich-Ungarns, mit Sitz in Wien. Es entstand am 7. Jänner 1839 aus dem Zusammenschluss des Imperiale Reale Istituto geografico militare und der Topographisch-lithographischen Anstalt des k.k. Generalquartiermeisterstabs und hatte seinen Sitz von 1841 an am damaligen Glacis, am späteren Friedrich-Schmidt-Platz 3, in Wien (an der Zweierlinie hinter dem später errichteten Rathaus; das Dach des Gebäudes ziert bis heute ein großer Globus).

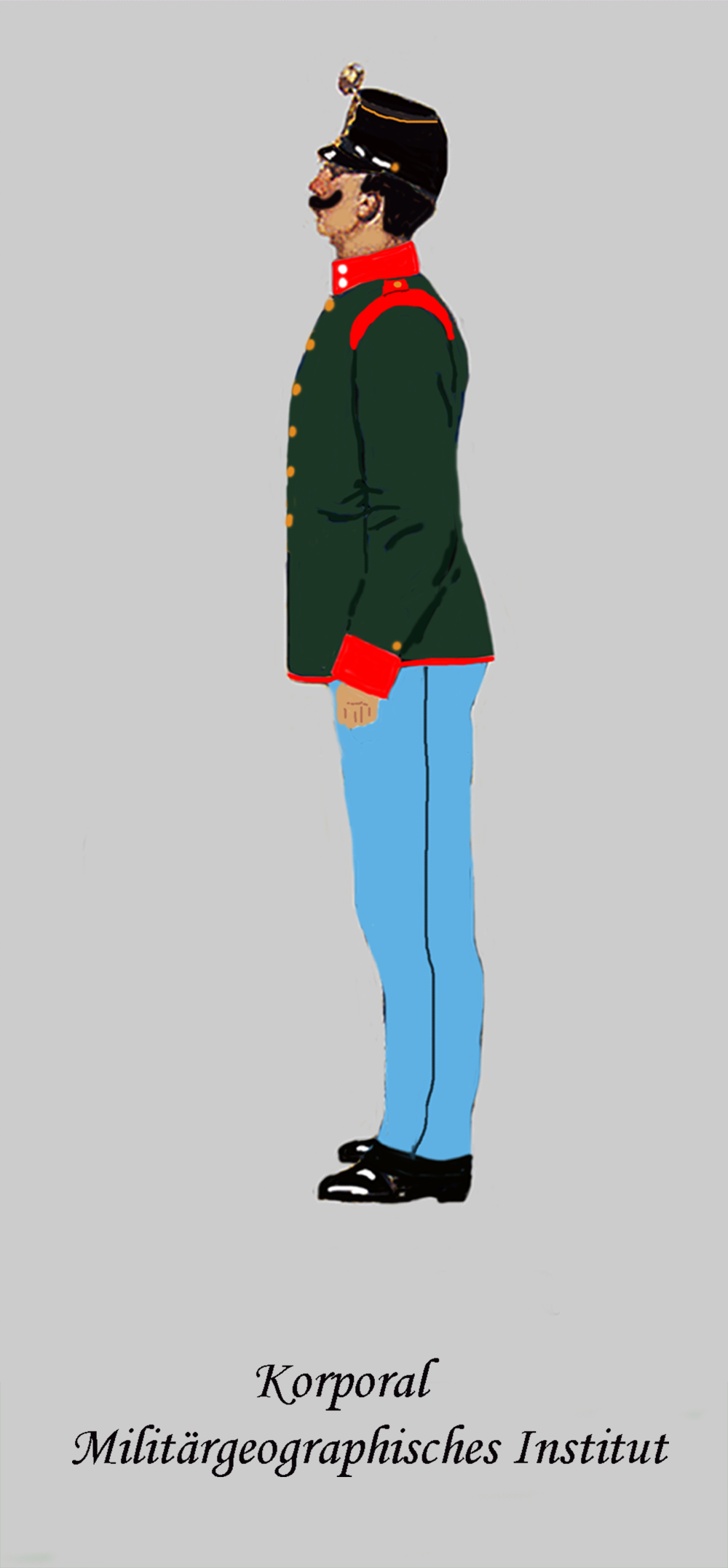
Korporal des Militärgeographischen Instituts in Ausgangsadjustierung ohne Seitenwaffe

## Geschichte
Das Institut ging aus einer gleichartigen Einrichtung hervor, die in Oberitalien unter Napoléon eingerichtet worden war. Im Jahr 1800 wurde in Mailand ein Kriegsministerium der Cisalpinischen Republik geschaffen. Dieses hatte Kartenmaterial zu sammeln; 1802 stellte man auch ein Militärtopographenkorps (Corpo degl'Ingegneri Geografi) auf, das mit der Triangulierung und der Landesaufnahme betraut wurde. Diese Einrichtungen blieben im späteren österreichischen Königreich Lombardo-Venetien bestehen: Kaiser Franz I. von Österreich genehmigte mit Handschreiben vom 1. September 1814 die „einstweilige Beybehaltung des (militärischen) Bureau topographique in Mailand“.
Die weitere Entwicklung wurde von den Plänen beeinflusst, ein allgemeines Grundstücksverzeichnis der Monarchie zu schaffen: den „Stabilen Kataster“, der auch Franziszeischer Kataster genannt wurde. Als Gründungstag wird auch der 5. Jänner 1818 angenommen; an diesem Tag erging die „allerhöchste Entschließung“, zwar das Institut in Mailand einstweilen bestehen zu lassen, aber Personal und Arbeiten an das topographische Bureau in Wien zu ziehen und dem Mailänder Institut keine neuen Arbeiten zuzuweisen.
Am 25. Februar 1839 hatten sich die meisten militärischen Mitarbeiter aus Mailand mit der Versetzung in die Hauptstadt des Kaisertums Österreich, nach Wien, einverstanden erklärt. Ausgenommen waren nur wenige Mitarbeiter, die aus Alters- oder Gesundheitsgründen pensioniert wurden oder zu anderen Behörden und Ämtern versetzt werden konnten. Mit der öffentlichen Versteigerung restlicher Gegenstände, die nicht nach Wien mitgenommen wurden und auch sonst nicht verwertbar erschienen, endete am 21. November 1839 die Geschichte des Institutes in Mailand.
Im Jahr 1841 wurde Josef Freiherr von Skribanek, zuvor bereits Unterdirektor, Direktor des Instituts. Dank seiner Bemühungen war es gelungen, die ausgezeichnetsten Kräfte der beiden Anstalten, Wien und Mailand, zu vereinen und die berühmte Einrichtung des daraus hervorgegangenen militärgeographischen Instituts sowie die neuerliche Gründung eines eigenen Ingenieur-Geographen-Korps zu erwirken.
Das unter seiner Leitung stehende Institut erhielt für seine hervorragenden Leistungen im Fach der militärischen Karten (Aufnahms- und Detailkarten der Umgebungen von Wien und von Italien) bei der großen Industrieausstellung zu London am 16. Oktober 1851 die große Medaille (Conseilsmedaille), wobei der Hauptteil des Ruhmes wohl ihrem jahrelangen Leiter gebührte.
Bis 1888 lautete der Name, seit 1868 systemwidrig, „k.k. Militärgeographisches Institut“, erst 1889 wurde auf ungarischen Druck für das Heer und seine Anstalten der Vorsatz „k.u.k.“ als Kennzeichen dafür eingeführt, dass es sich seit dem Ausgleich mit Ungarn von 1867 um gemeinsame Einrichtungen beider Staaten Österreich-Ungarns handelte. Das Institut gehörte in den Zuständigkeitsbereich des Chefs des Generalstabes und war ab 1913 dem Kriegsministerium unmittelbar unterstellt.
Ältere Archivunterlagen wurden bereits vor dem Ersten Weltkrieg vernichtet, auch Unterlagen aus späterer Zeit sind nicht mehr vollständig vorhanden. Eingehendere Unterlagen zur Geschichte des MGI sind nur mehr in den Beständen des Hofkriegsrates und des Generalquartiermeisterstabes enthalten, die sich im Staatsarchiv/Kriegsarchiv in Wien befinden. Wohl aber sind die Arbeitsunterlagen (Operate) der Triangulierungen und die Bibliothek weitestgehend erhalten. Erhalten ist auch das Archiv der Landesaufnahme, die Kartensammlung, wobei die Unterlagen der Ersten und der Zweiten Landesaufnahme im Österreichischen Staatsarchiv aufbewahrt werden. Von den Blättern der Dritten Landesaufnahme mussten auf Grund des Staatsvertrages von St. Germain 1919 jene Unterlagen (Kartenblätter, Druckplatten usw.) an die Nachfolgestaaten der Monarchie weitergegeben werden, in denen zumindest die Hälfte des dargestellten Gebietes lag. Von diesen Blättern sind jedoch Schwarz-Weiß-Kopien zugänglich.
Friedrich von Beck-Rzikowsky hatte in seiner Generalstabsfunktion maßgebenden Einfluss auf die Arbeiten des Institutes: Auf ihn wird die Anregung zur Erstellung der Generalkarte von Mitteleuropa und die Einführung der Photogrammetrie als Aufnahmeverfahren für topographische Karten zurückgeführt.
Die hohe Qualität der in kurzer Zeit verfügbaren Kartenwerke aus dem MGI war beispiellos, erregte internationales Aufsehen und trug dem Militärgeographischen Institut eine Reihe von Auszeichnungen ein.
Die Mitarbeiter des MGI waren auch außerhalb der Grenzen der Monarchie tätig. So erhielt 1828 ein Generalstabshauptmann den Auftrag, eine Skizze (Croquis) der Straße von Belgrad nach Konstantinopel zu erstellen, die sodann bei der Ausarbeitung der neuen Karte der Europäischen Türkei verwendet wurde. Dementsprechend fehlte es auch nicht an einschlägigen Abwerbeversuchen: So wurde einer der bekanntesten Mitarbeiter des MGI, der Leiter der kartografischen Arbeiten, Joseph Ritter von Scheda, dreimal aufgefordert, unter den glänzendsten Bedingungen in russische Dienste zu treten.
Die Anerkennung, die die kartografische Erfassung des damals noch türkischen Gebietes in Südosteuropa erhalten hatte, bewog die griechische Regierung, ebenfalls um Unterstützung bei der Vermessung ihres Staatsgebietes zu ersuchen. Daraufhin wurde eine geodätische Mission gebildet, die ab 1889 in Griechenland arbeitete und dort einheimisches Personal ausbildete. Die Aufnahme von Griechenland wurde 1896 vollendet.
Das MGI war neben seinen Kompetenzen in der Landesvermessung auch führend in Angelegenheiten des Landkartendruckes. Die technischen Entwicklungen bei Lithografie und Kupferstich wurden aufmerksam verfolgt, angewendet und verfeinert. 1846 wurde am MGI die Galvanoplastik eingeführt: Mit dieser Technik wurde von neu gestochenen Kupferstichplatten zunächst ein Abzug erzeugt, von diesem Abzug konnten auch mehrfach Druckplatten erstellt werden. Diese Vorgangsweise erleichterte die Produktion großer Auflagen von Kartenblättern in gleichbleibender Qualität bereits vor Einführung des fotomechanischen Tiefdrucks im Jahr 1869. Seit 1876 wurden Steindruckschnellpressen eingesetzt, später Aluminiumdruckplatten. 1873 war die Herstellung neuer Landkarten vom Kupferstich auf Heliogravüre umgestellt, die Ergebnisse wurden auf der Weltausstellung in Wien 1873 präsentiert.
Die Fortschritte in der Drucktechnik und deren Nutzung im MGI sicherten den Kartenwerken weite Verbreitung. Die Landkarten aus dem MGI, die für die öffentliche Verbreitung freigegeben waren, wurden durch die Kunsthandlung Artaria in Wien vertrieben.

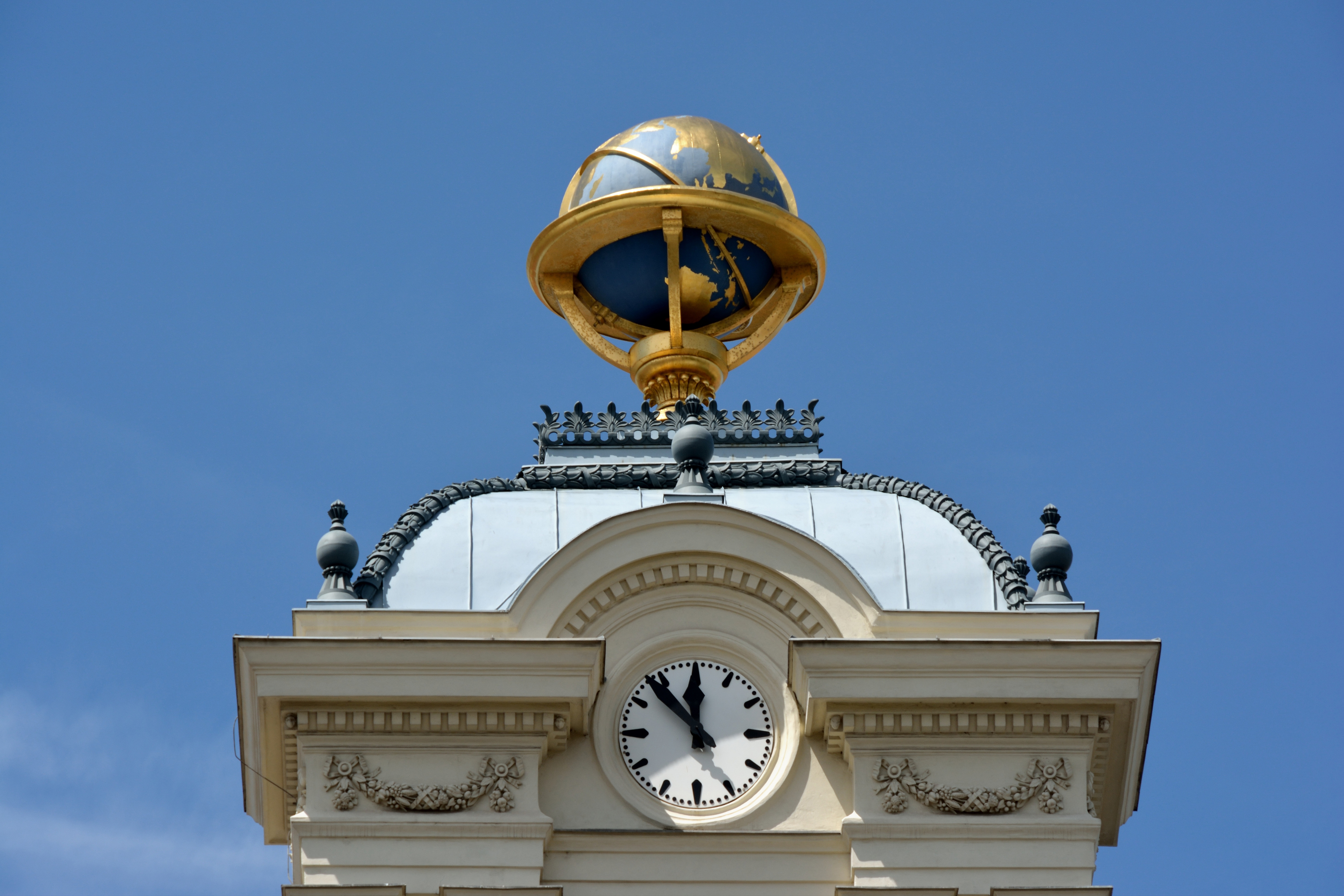
Globus auf dem Dach des ehemaligen Militärgeographischen Institutes

## Aufgabe

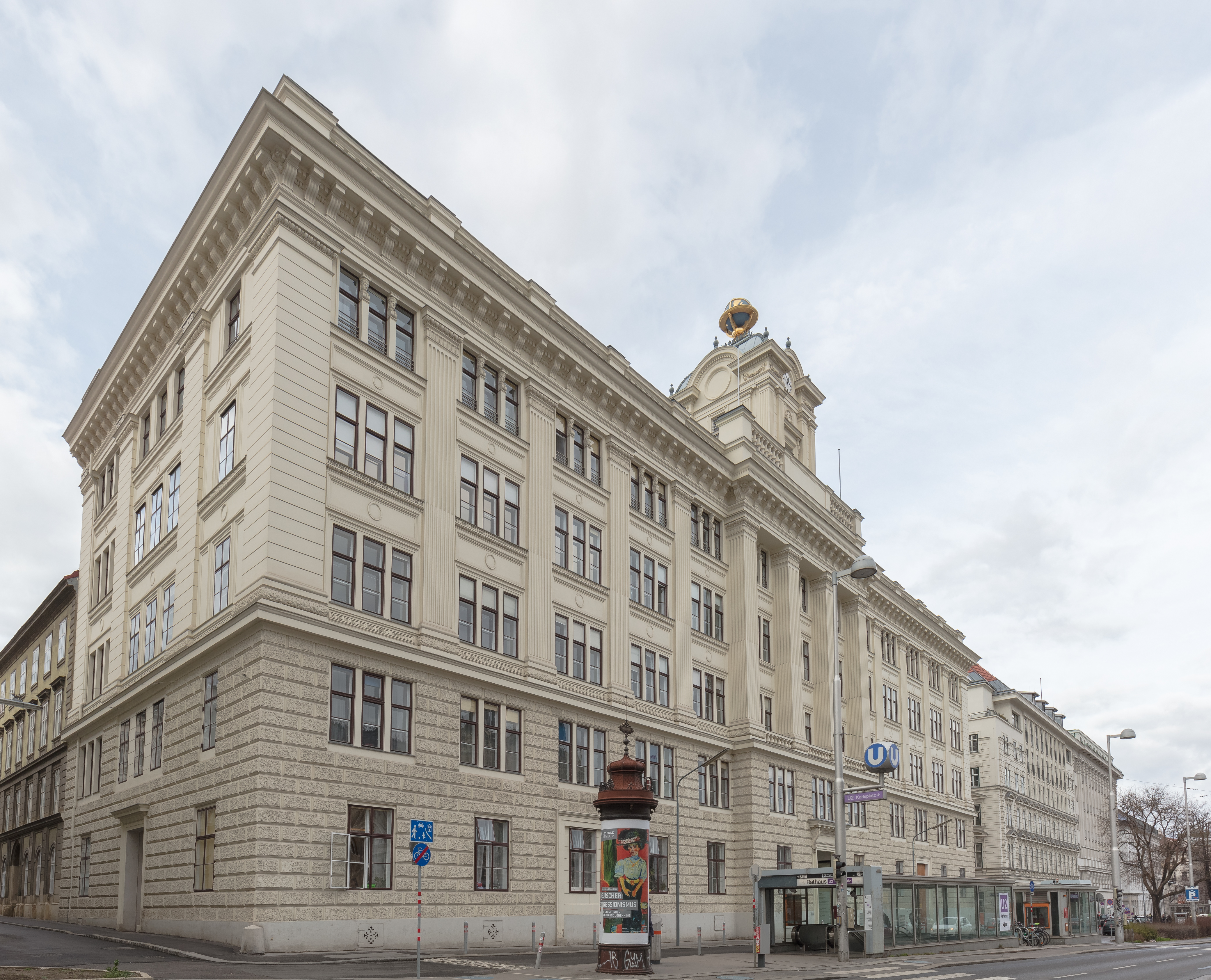
Seitliche Sicht des Gebäudes

Die „Organischen Bestimmungen für das K. u. K. Militärgeographische Institut“ enthalten folgende Beschreibung:
Das militär-geographische Institut hat die für die Armee nöthigen Karten herzustellen. Hiezu ist erforderlich: die geodätische Vermessung, die Mappierung, die Zeichnung und Evidenthaltung der Karten, endlich die Reproduction und Vervielfältigung derselben. Für Private können einschlägige Arbeiten besorgt werden, wenn es die dienstlichen Verhältnisse gestatten. …
Der Commandant … ist dafür verantwortlich, daß das Institut stets in möglichst vollkommener Weise den kartographischen Bedürfnissen der Armee entsprechen könne.
Besonders die Gruppen-Leiter haben stets Fühlung mit den anderen Theilen des Instituts zu erhalten und initiativ auch Arbeiten zu fördern, die ihnen nicht zugewiesen sind. Sie sollen auftauchende Neuerungen prüfen und dem Institute nutzbar machen.
Der Zuständigkeitsbereich des MGI umfasste die gesamte österreichisch-ungarische Monarchie. Es handelte sich (nach dem Verlust Oberitaliens und dem Gewinn von Bosnien und der Herzegowina) um ein Gebiet von rund 677.000 km², welches alle topografischen Formen Mitteleuropas von Steppengebieten in Galizien bis in die Hochgebirgszonen der Alpen umfasste.
Daneben hatte sich das MGI mit den Aufgaben der Erdmessung zu beschäftigen, um die Landkarten auch technisch auf dem geodätisch letzten Stand zu halten.
Das MGI gab von 1881 bis 1913 eine eigene Fachzeitschrift heraus: Die Mitt(h)eilungen des kaiserl. königl. (seit 1889 kaiserl. u. königl.) Militär-Geographischen Institutes. Herausgegeben auf Befehl des k.(u.)k. Reichs-Kriegs-Ministeriums. (MMI). Dort finden sich auch Arbeiten zum Institut in Mailand.

## Organisation
Befehlshaber des Instituts war ein Offizier in Generalsrang. Das Institut bestand aus fünf Gruppen:
- astronomisch-geodätische Gruppe
- Mappierungsgruppe
- topographische Gruppe
- technische Gruppe
- Verwaltungsgruppe

Das Personal bestand aus Stabs- und Oberoffizieren, Beamten und technischem Hilfspersonal. Die Beamten waren in einen technischen und werkführenden Ast eingeteilt und den entsprechenden Gruppen zugeordnet.
Die technischen Beamten führten die folgenden Titel:
- Vorstand 1. Klasse (Oberstleutnantsrang)
- Vorstand 2. Klasse (Majorsrang)
- technischer Offizial 1. Klasse (Hauptmannsrang)
- technischer Offizial 2. Klasse (Hauptmannsrang)
- technischer Offizial 3. Klasse (Oberleutnantsrang)
- technischer Assistent (Leutnantsrang)

Werkführende Beamte:
- Oberwerkführer 1. Klasse (Hauptmannsrang)
- Oberwerkführer 2. Klasse (Hauptmannsrang)
- Werkführer (Oberleutnantsrang)
- Werkführerassistent: Leutnantsrang

Das technische Hilfspersonal bestand aus Werkmeistern und technischen Gehilfen. Die Unteroffiziere und Mannschaften kamen aus der Truppe und führten ungeachtet ihrer Stammeinheit die folgenden Rangbezeichnungen: Feldwebel – Rechnungsunteroffizier – Führer – Korporal – Gefreiter – Institutssoldat.
Das MGI verfügte über zwei Gebäude: Das „A-Gebäude“ (Hauptgebäude) an der späteren Landesgerichtsstraße wurde 1842 fertiggestellt und 1870/71 aufgestockt, das „B-Gebäude“ mit dem kartographischen Dienst der Landesaufnahme in der Krotenthallergasse in Wien-Josefstadt, etwa 600 Meter vom A-Gebäude entfernt, wurde 1905 fertiggestellt („neues B-Gebäude“). Dieses Gebäude war der Nachfolger des „alten B-Gebäudes“, welches sich am gleichen Standort auf dem Gelände der früheren Josefstädter Reiterkaserne befunden hatte, welche 1759 von Johann Thomas Trattner für dessen Druckerei umgebaut worden war. Seit 1875 befand sich darin die „Pressen-Abteilung“ des Militärgeographischen Instituts.

## Uniform
Weder die technischen noch die werkführenden Beamten trugen ein Portepee. Ihre Adjustierung richtete sich nach den Artilleriezeugsbeamten. Sie trugen dunkelgrüne Waffenröcke mit schwarzsamtenem Kragen und Ärmelaufschlägen und eine scharlachrote Passepoilierung. Die Bluse war ebenfalls grün und mit schwarzsamtenen, rotpassepoilierten Parolis versehen. Bei den technischen Beamten hatte der Waffenrock weiße, glatte Knöpfe, bei den werkführenden Beamten waren die Knöpfe glatt und gelb.

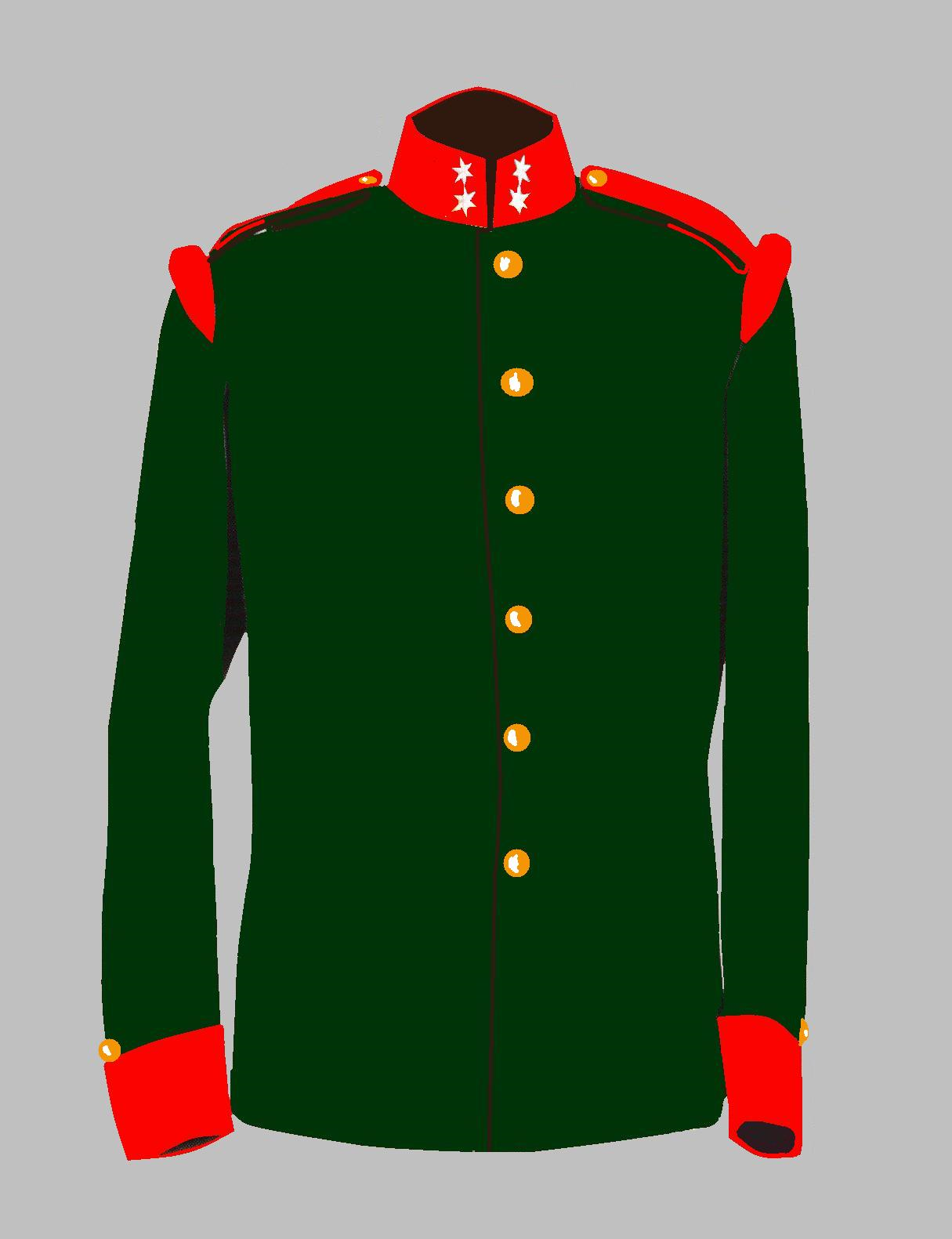
Mannschaftswaffenrock

Die Unteroffiziere und Mannschaften trugen den Infanterietschako zum dunkelgrünen Waffenrock oder die hechtgraue Feldkappe zur hechtgrauen Bluse. Der Waffenrock war mit einer Reihe von sechs gelben glatten Knöpfen, scharlachrotem Kragen, Achselspangen und Ärmelaufschlägen ausgestattet. Pantalons und Mäntel bestanden aus hechtgrauem Tuch, ebenfalls mit scharlachroten Parolis jedoch ohne Passepoils. Unteroffiziere bis einschließlich Korporal trugen den Infanterieoffizierssäbel, dazu das Kavallerieportepee. Gefreite und Institutssoldaten trugen den Infanteriesäbel.

## Weiterverwendung
In Österreich gingen die Agenden des MGI nach dem Ersten Weltkrieg – in einem langwierigen Prozess, der vom 1. August 1919 bis zum 25. Februar 1921 dauerte – an das Bundesvermessungsamt und das Kartographische Institut (in der Krotenthallergasse 3) über, wobei von letzterem die Erdmessung und Topographie am 21. September 1923 im Bundesamt für Eich- und Vermessungswesen (BAfEuV, ab 1982 BEV) aufgingen.
Die Landkartenherstellung lebte als „Kartographisches, früher Militärgeographisches Institut“ weiter, es war als kaufmännischer Staatsbetrieb zu führen. Dieses Institut wurde unter der nationalsozialistischen Herrschaft 1938 mit dem BAfEuV (unter Abspaltung des Eichwesens) zur „Hauptvermessungsabteilung XIV“ zusammengeschlossen. 1945 wurde es als Teil des BAfEuV mit dem Namen „Bundesamt für Eich- und Vermessungswesen (Landesaufnahme)“ neu organisiert.
Die Abkürzung MGI wurde auch zum Namen des durch dieses Institut berechneten geodätischen Datums.
Der klangvolle Name dieser altehrwürdigen Institution lieferte die Idee zur Bezeichnung der heute einschlägigen militärischen Einrichtung des Bundesheeres, des Instituts für Militärisches Geowesen (IMG).